# Bryden Thomson
Pour les articles homonymes, voir Thomson.
Bryden Thomson est un chef d'orchestre écossais, né le 16 juillet 1928 à Ayr (Écosse) et mort le 14 novembre 1991 à Dublin (Irlande)

## Biographie
Bryden Thomson a dirigé la plupart des orchestres britanniques, dont l' Orchestre philharmonique de la BBC de Manchester, le BBC National Orchestra of Wales, l'Orchestre de l'Ulster, l'Orchestre symphonique de la radio-télévision irlandaise et l'Orchestre symphonique de Londres. Il fut également le deuxième chef écossais à diriger l'Orchestre national royal d'Écosse, dernière formation symphonique dont il fut le directeur. Son surnom "Pepper Jack" lui fut attribué à cause de son tempérament parfois passionné et colérique mais, grâce à son charisme et sa générosité, il fut néanmoins hautement apprécié par les musiciens d'orchestre. Bryden Thomson développa un grand nombre d'orchestres en Angleterre et en Irlande. Il prit notamment part de manière importante à la refondation de l'orchestre symphonique d'Ulster. Thomson est décédé à Dublin en novembre 1991 des suites d'un cancer fulgurant à l'âge de 63 ans.

## Répertoire
Thomson a défendu le répertoire britannique avec constance en enregistrant diverses intégrales des symphonies d'Arnold Bax, de Ralph Vaughan Williams de William Walton ou d'Edward Elgar. Il a également enregistré l'intégralité des symphonies de Bohuslav Martinů et de Carl Nielsen. Son enregistrement consacré aux symphonies no 4 et no 6 de Carl Nielsen fut accueilli très favorablement par la critique. Thomson fut également un grand défenseur de la musique contemporaine britannique et scandinave et dirigea également les symphonies d'Anton Bruckner et Jean Sibelius qu'il comptait parmi ses compositeurs préférés.